# Facing West Trio
Facing West Trio je mezinárodní kapela hrající převážně moderní jazz a fusion. Až na výjimky hrajou výhradně vlastní skladby, jejichž autorem je kytarista Rudy Horvat. V jejich hudbě se prolíná moderní a alternativní jazz s prvky rocku, nebo i latinskoamerické hudby. Různorodost skladeb je také dána tím, že více než třetina repertoáru je akustická. Tím vzniká jak stylová, tak i zvuková mnohobarevnost jejich koncertů.

## Historie skupiny
Skupina vznikla v listopadu roku 2002 po náhodném jam-session v ostravském klubu Hudební Bazar. Krátce na to v únoru následujícího roku trio natočilo své první CD. To obsahuje 5 vlastních skladeb. Hned poté skupina začala koncertovat a postupně se prosazovat na české klubové scéně. V listopadu téhož roku se jim podařilo vyhrát hudební soutěž Setkání kytaristů (2003)  a součástí první ceny byla - kromě účasti na festivalu Colours of Ostrava (2004)  - také možnost natáčet 3 dny ve známém českém studiu Citron. Tam trio usilovně pracovalo v lednu roku 2004 na novém CD. Výsledkem je deska s názvem Long The Way To Back. Je na ní 8 vlastních skladeb. O zvuk a celkový průběh natáčení se staral renomovaný Petr Slezák. Jako host s námi také ve třech skladbách hraje známý pianista a hráč na klávesové nástroje - Vlastimil Šmída (Buty, Michal Žáček, Boris Urbánek, Emil Viklický). Booklet k CD vytvořil vynikající ostravský výtvarník Jaroslav Němec.

## Členové skupiny

### Rudy Horvat
elektrická a akustická kytara, kytarový syntezátor, autor skladeb
Dřívější hudební působení a spolupráce:
Richard Bona, Marie Rottrová, Boris Urbánek, Michal Žáček, Vlasta Redl, Ostravský Rozhlasový Orchestr, Neo Chess Sunny RNR Band, Markéta Konvičková, Banda del Caffe, a další.

### Ulf Gjerdingen
basová kytara a kontrabas
Dřívější hudební působení a spolupráce:
sv:Jan Hammarlund, Tonya Graves, Al-Yaman, Lenka Dusilová, Samer Issa, Lad'a Kerndl, en:Geoff Tyson, Anna Polívková, Ondřej Gregor Brzobohatý, Buhvi, Montage (Drama Jacqua/Klára Vytisková), Boris Urbánek, CCTV Allstars, Derek Roan, Edward Powell, Radek Kaspar, Ganesh Anandan, The Wavemen, Daddy Waku, Francesco Palmeri, Jairo Taracena, JC Massaux, Mister Mo, The Almost Swinging Jazz Band, The Vintage Jazz Cats, a další.

### Tomáš Mohr
bicí nástroje a perkuse, marimba

## Diskografie

### Studiová alba
- 2003 - Facing West Trio EP
- 2004 - Long The Way To Back
- 2007 - Last Time At Home

### Side projects
- 2005 - Nicolas Gagné-Côté